# Judy Crawford
Judy Crawford Rawley (* 22. Dezember 1951 in Toronto, Ontario) ist eine ehemalige kanadische Skirennläuferin. Crawford zählte Ende der 1960er Jahre und Anfang der 1970er Jahre zu den besten Fahrerinnen ihres Landes. Der kanadischen Skinationalmannschaft gehörte sie von 1967 bis 1974 an.

## Biografie
Crawford gelang bereits als 16-Jähriger der Sprung in die Nationalmannschaft. Bereits im Jahr darauf reiste sie als Ersatzläuferin mit zu den Olympischen Winterspielen 1968 nach Grenoble, kam aber dort nicht zum Einsatz. In der Folge etablierte sie sich im Weltcup insbesondere im Slalom und im Abfahrtslauf in der erweiterten Spitzengruppe. Zwischen 1969 und 1974 platzierte sie sich insgesamt 23 Mal unter den besten Zehn. Podestplatzierungen verfehlte sie aber meist. Im Januar 1973 gelang ihr mit dem dritten Platz im Slalom von Grindelwald die erste und einzige Podestplatzierung ihrer Weltcuplaufbahn. 1971 wurde sie kanadische Meisterin in der Abfahrt.
Gleichwohl zählte Crawford bei den internationalen Wettkämpfen zu einer konstanten Spitzenläuferin. Bei den Weltmeisterschaften 1970 in Gröden fuhr sie in der Abfahrt auf den vierten Platz. 1972 nahm sie in Sapporo zum zweiten Mal an den Olympischen Winterspielen teil und erreichte im Slalom wiederum den vierten Platz. Schließlich belegte sie bei den Weltmeisterschaften 1974 in St. Moritz im Riesenslalom und in der Abfahrt Rang 9. Mit dem 12. Platz im Slalom wurde sie Vierte der Kombinationswertung. Am Ende der Saison 1973/74 beendete sie ihre sportliche Laufbahn.
Crawford ist die Tante von Candace und James Crawford, die beide ebenfalls als Skirennläufer aktiv sind.